# قانون د.ب.أ
د.ب.أ[بحاجة لمصدر] هو اختصار للجملة «دعهُ بسيطاً، يا أحمق» وهو مأخوذ من الإنجليزية (KISS) اختصار للجملة (Keep it simple, stupid). د.ب.أ هي قاعدة تصميمية عامة غير مٌلزمة الاتباع أي أنها نمط يُتبع من البعض ولوحظت أول مرة في بحرية الولايات المتحدة عام 1960.
قاعدة د.ب.أ (KISS) تنص على أن أغلب الأنظمة والتصاميم تكون أفضل عندما تتُرك بسيطة غير معقدة، لهذا فإن البساطة يجب أن تكون الهدف في التصميم والتعقيدات غير المهمة والإضافات غير الأساسية يجب أن يتم تفاديها.
يُمكن لقانون د.ب.أ أن يعني أيضاً «دعهُ  بَيِّناً، يا أرعن» أو «دعه بارز، أسهل».
قانون د.ب.أ يمكنه أن ينطبق على غالب أمور الحياة التي يتم تصميمها وتنفيذها، فمثلاً في علم اللغة هُناك الإيجاز (لغة).